# Whitney: The Greatest Hits
Whitney: The Greatest Hits es el primer álbum recopilatorio de la cantante Whitney Houston. Fue lanzado mundialmente el 18 de abril de 2000, y vendió 14 millones de copias en todo el mundo. 
Incluye los éxitos: "Saving All My Love For You", "Where Do Broken Hearts Go", "I Have Nothing", "I Wanna Dance with Somebody (Who Loves Me)", "So Emotional", y el reconocidísimo "I Will Always Love You".
- Datos: Q510933